# TÜV SÜD
TÜV SÜD es una empresa multinacional de origen alemán, con sede en Múnich, que ofrece soluciones de calidad, seguridad y sostenibilidad con el objetivo de añadir valor a gobiernos, empresas y consumidores. En 2022, sus ingresos ascendieron a casi 2,9 mil millones de euros <Informe Anual 2022>  y cuenta con más de 1000 oficinas y laboratorios en todo el mundo.
El nombre TÜV SÜD se compone de dos términos: TÜV, que proviene del término alemán "Technischer Überwachungs-Verein", y SÜD, significado de "Sur" en alemán, para definir a las empresas del Sur de Alemania (Baviera). TÜV SÜD actúa de forma totalmente independiente, y aunque existen otras empresas como TÜV Rheinland y TÜV Nord, también unidas a la marca registrada TÜV, son empresas completamente distintas.

## Historia de la empresa

### 1866 a 1900
En 1866 se fundó la empresa en Mannheim como “Steam Boiler Revision Association”. En 1868, Carl Isambert asumió el cargo como primer experto a tiempo completo.  En 1874, la “Asociación Bávara de Revisión de Calderas de Vapor” recibió el reconocimiento real. 

### 1900 a 1938
A partir de 1899, sus expertos comenzaron a dar soluciones a centrales eléctricas, motores diésel, ascensores de pasajeros, líneas de vapor de larga distancia, cines, atracciones, etc.

### 1938 a 1945
Por decreto del gobierno del Reich en 1938, a todas las asociaciones de auditoría se les asignó el nuevo nombre de “Asociación de Vigilancia Técnica”. Después de la Segunda Guerra Mundial, todas estas asociaciones fueron disueltas por las potencias victoriosas debido a su implicación en las estructuras del nacionalsocialismo.

### 1945 a 2000
La primera empresa nueva se fundó después de la guerra en Baviera en 1947. En la década de 1950, el tráfico aumentó significativamente con el inicio del milagro económico. La circulación y los automóviles cobraron importancia, al mismo tiempo que la responsabilidad de las personas al volante.
En los años 60, la energía nuclear y la protección del medio ambiente se convirtieron en el foco de las asociaciones TÜV. Posteriormente, TÜV SÜD fundó “TÜV Süd Academy”, comenzó a realizar ensayos de productos y materiales, y esto llevó a la fundación de “TÜV Süd Product Service”. Desde finales de los años 80, “TÜV SÜD Management Service” se ocupa de la certificación y del control de calidad de diferentes empresas en todo el mundo.
En 1996, TÜV Südwest y TÜV Bayern-Sachsen se fusionaron para formar TÜV Süddeutschland. En 1999 se constituyó TÜV Hessen y desde entonces, el accionista mayoritario es TÜV SÜD AG.

### De 2000 a la actualidad

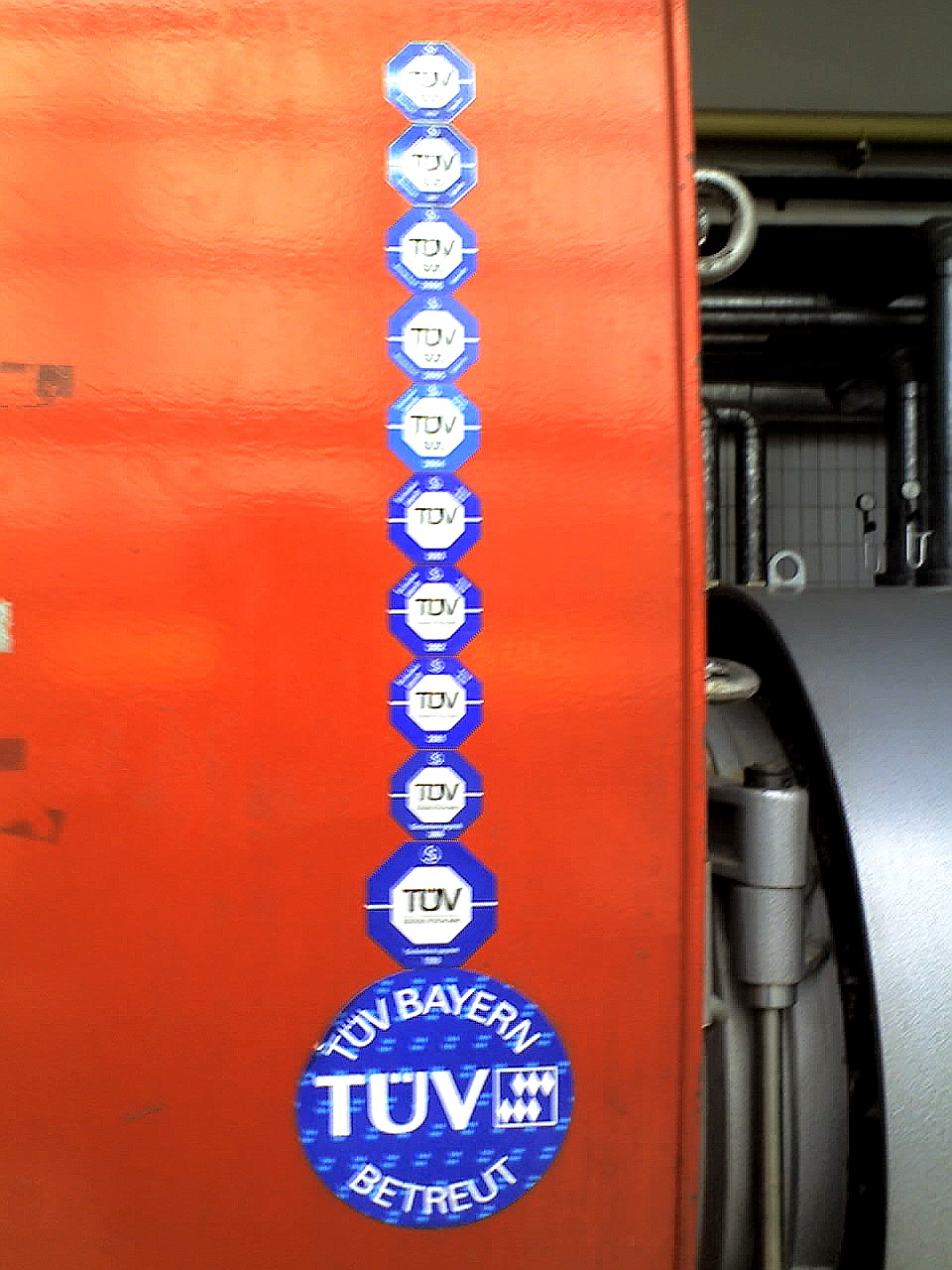
Caldera (máquina) supervisada por TÜV SÜD

En el año 2005 se fundó TÜV Süd Chemie Service y ese mismo año TÜV SÜD adquirió el 75% de las acciones del LSG-Hygiene Institute y LSG-ELAB de la empresa Lufthansa Service Company (LSG Sky Chefs). En 2006 se adquirió el grupo de empresas PSB en Singapur, así como los proveedores de servicios de pruebas EST Testing Solutions de Míchigan y Petrochem Inspection Services de Texas en EE. UU.
A principios de 2007 se intentó fusionar las dos empresas TÜV SÜD y TÜV Nord. Se estaba debatiendo el nombre común “TÜV Europa”. Después de que los periódicos confirmaran la fusión y la anunciaran para septiembre de 2007, las dos empresas anunciaron el 27 de agosto de 2007 que querían seguir siendo independientes.
En agosto de 2007, TÜVturk, una empresa conjunta entre TÜV SÜD y sus socios turcos Dogus y Akfen, recibió luz verde para establecer un control integral de vehículos en Turquía. En 2011, TÜV SÜD inspeccionó más vehículos que en Alemania.
En febrero de 2008, TÜV SÜD y TÜV Rheinland confirmaron su intención de fusionarse. TÜV SÜD y TÜV Rheinland serían el segundo grupo más grande del mundo, detrás de la Société Générale de Surveillance. A finales de agosto de 2008, ambas empresas retiraron su solicitud ante la Oficina Federal de la Competencia porque esta había indicado que no aprobaría la fusión en la forma prevista. En diciembre de 2008 se abandonaron finalmente los planes de fusión. Tras 2011, TÜV SÜD adquirió diez empresas internacionales, incluidas empresas con sede en Japón, Sudáfrica, Canadá, Reino Unido, Italia, Brasil y Alemania.

## TÜV SÜD España & Portugal

### Historia
En el año 1989, TÜV SÜD entró en el accionariado de la empresa española de asistencia técnica ATISAE, fundada en 1964. El 25% de acciones inicial se incrementaría progresivamente hasta alcanzar el 49% en 2004. En paralelo, en 1995, la empresa de origen alemán crea TÜV SÜD Iberia, que en 2013 compra la empresa de consultoría Swissi Process Safety.
En 1995, ATISAE recibió la acreditación como Entidad de Inspección tipo A, permitiendo a la empresa ejercer como OCA y Laboratorio de Ensayos No Destructivos gracias a la aprobación de la Ley 21/1992.
2016 es el año clave para la expansión de TÜV SÜD en la península ibérica, pues se hace con el 100% de ATISAE, renombrada como TÜV SÜD ATISAE. La operación da lugar a una nueva compañía con una plantilla de más de 1300 profesionales y una red de más de 70 centros entre delegaciones e ITV. La cartera de servicios ofrecidos por la compañía se despliega a través de tres marcas: TÜV SÜD ATISAE, TÜV SÜD IBERIA y TÜV SÜD AMT, con colaboración de TÜV SÜD Italia en algunos de sus servicios.

### Servicios
TÜV SÜD ofrece soluciones a través de varios sectores con tres entidades distintas:

#### TÜV SÜD ATISAE S.A.U.
Servicios de evaluación de la conformidad en diferentes sectores como el industrial:
- Inspecciones reglamentarias como Organismo de Control (OCA) de instalaciones mecánicas y eléctricas, aparatos de elevación y transporte de mercancías
- Ensayos medioambientales para el control de emisiones atmosféricas e inspección y caracterización de vertidos industriales
- Cuenta con uno de los principales laboratorios de metrología de España[10] de calibraciones en el sector de la automoción y otros sectores
- Desde su división Mobility Services ofrece Inspecciones Técnicas de Vehículos (ITV), y servicios integrales para la automoción, como consultoría y formación o remarketing y digitalización

#### TÜV SÜD Iberia S.A.U.
Servicios no reglamentarios y voluntarios de asistencia técnica que incluyen consultoría, asesoría y formación en los siguientes campos:
- Industria química y de proceso
- Energía
- Control Externo de la Certificación Energética
- Parques de ocio
- Ensayos no destructivos y materiales (NDT)
- Control técnico en la construcción
- Ciberseguridad
- Seguridad de máquinas y elevación industrial
- Caracterización y descontaminación de suelos y aguas contaminados
- Sostenibilidad, Responsabilidad social corporativa y buen gobierno
- Ensayos, inspecciones y certificación en productos de consumo, retail y seguridad alimentaria

#### TÜV SÜD AMT S.A.U.
- Auditorías y certificación de sistemas de gestión y certificación de personas

Además, ofrece soluciones de acceso a los mercados, cumpliendo con las regulaciones vigentes, para fabricantes y proveedores de dispositivos médicos, incluidos los de diagnóstico in vitro, a través de su filial italiana TÜV Italia S.R.L.

### Sostenibilidad
Ante la amenaza de las crisis climáticas, TÜV SÜD ha puesto en marcha diferentes medidas y políticas, tales como:
- Reducir sus emisiones, ampliar su oferta de servicios dedicados a la sostenibilidad y conservación, y ayudar a varias empresas a integrar los ODS en sus estrategias.[11]
- Consolidar su responsabilidad con los derechos humanos y reestructurar la compañía, ayudando a TÜV SÜD a obtener a la certificación Platino de Ecovadis en 2023, por 4º año consecutivo.[12]
- Mejorar su transparencia, fomentar la economía circular y fijar sus objetivos de descarbonización para 2025.[13]

## Empresas similares con competencia en el sector
- TÜV Rheinland
- TÜV Nord
- EQA
- AENOR (Asociación Española de Normalización y Certificación)
- SGS España
- Bureau Veritas S.A.